# Выпускник года
Выпускник года (англ. Senior CLASS Award) — это ежегодная баскетбольная награда, вручаемая лучшему выпускнику, учащемуся четвёртого курса, 1-го дивизиона национальной ассоциации студенческого спорта (NCAA). Эта награда была учреждена некоммерческой организацией Premier Sports Management и впервые вручена Шейну Баттье из университета Дьюка в сезоне 2000/01 годов. Чаще других победителями в этой номинации становились игроки университета Западной Виргинии, университета Дьюка и университета Северной Каролины в Чапел-Хилл (по 2 раза). Последний раз награда вручалась в 2022 году, с тех пор вручение данной награды приостановлено

## Легенда
| Университет (X) | Количество титулов |

## Победители
| Сезон   | Игрок            | Фото | Университет                                    | Позиция                                     | Примечания |
| ------- | ---------------- | ---- | ---------------------------------------------- | ------------------------------------------- | ---------- |
| 2000/01 | Шейн Баттье      |      | Университет Дьюка                              | Лёгкий форвард / Атакующий защитник         | [ 1 ]      |
| 2001/02 | Хуан Диксон      |      | Мэрилендский университет в Колледж-Парке       | Атакующий защитник / Разыгрывающий защитник | [ 2 ]      |
| 2002/03 | Дэвид Уэст       |      | Университет Ксавьера                           | Тяжёлый форвард / Лёгкий форвард            | [ 3 ]      |
| 2003/04 | Джамир Нельсон   |      | Университет Сент-Джозефс                       | Разыгрывающий защитник                      | [ 4 ]      |
| 2004/05 | Уэйн Симиен      |      | Канзасский университет                         | Тяжёлый форвард                             | [ 5 ]      |
| 2005/06 | Джей Джей Редик  |      | Университет Дьюка (2)                          | Атакующий защитник / Разыгрывающий защитник | [ 6 ]      |
| 2006/07 | Аландо Такер     |      | Висконсинский университет в Мадисоне           | Лёгкий форвард / Атакующий защитник         | [ 7 ]      |
| 2007/08 | Шон Фостер       |      | Университет Вандербильта                       | Атакующий защитник / Лёгкий форвард         | [ 8 ]      |
| 2008/09 | Тайлер Хэнсбро   |      | Университет Северной Каролины в Чапел-Хилл     | Тяжёлый форвард                             | [ 9 ]      |
| 2009/10 | Дашон Батлер     |      | Университет Западной Виргинии                  | Атакующий защитник                          | [ 10 ]     |
| 2010/11 | Джиммер Фредетт  |      | Университет Бригама Янга                       | Разыгрывающий защитник / Атакующий защитник | [ 11 ]     |
| 2011/12 | Робби Хаммел     |      | Университет Пердью                             | Лёгкий форвард                              | [ 12 ]     |
| 2012/13 | Джордан Халлс    |      | Индианский университет в Блумингтоне           | Разыгрывающий защитник                      | [ 13 ]     |
| 2013/14 | Дуг Макдермотт   |      | Крейтонский университет                        | Лёгкий форвард                              | [ 14 ]     |
| 2014/15 | Алекс Барлоу     |      | Университет Батлера                            | Разыгрывающий защитник / Атакующий защитник | [ 15 ]     |
| 2015/16 | Дензел Валентайн |      | Университет штата Мичиган                      | Атакующий защитник                          | [ 16 ]     |
| 2016/17 | Джош Харт        |      | Университет Вилланова                          | Атакующий защитник                          | [ 17 ]     |
| 2017/18 | Джевон Картер    |      | Университет Западной Виргинии (2)              | Разыгрывающий защитник                      | [ 18 ]     |
| 2018/19 | Люк Мэй          |      | Университет Северной Каролины в Чапел-Хилл (2) | Тяжёлый форвард                             | [ 19 ]     |
| 2019/20 | Маркус Ховард    |      | Университет Маркетта                           | Разыгрывающий защитник                      | [ 20 ]     |
| 2020/21 | Люка Гарза       |      | Айовский университет                           | Центровой                                   | [ 21 ]     |
| 2021/22 | Джейкоб Гильярд  |      | Университет Ричмонда                           | Разыгрывающий защитник                      | [ 22 ]     |